# Anakingia reticulata
Anakingia reticulata är en kvalsterart som beskrevs av Balogh och Sandór Mahunka 1969. Anakingia reticulata ingår i släktet Anakingia och familjen Microzetidae. Inga underarter finns listade i Catalogue of Life.